# Manx (språk)

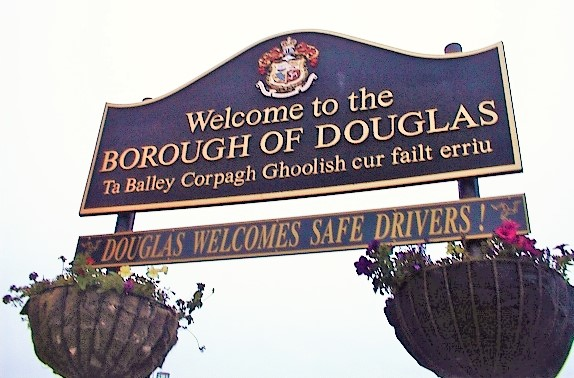
Skylt på engelska och manx

Manx eller manniska (Gaelg eller Gailck) är ett keltiskt språk i den gaeliska gruppen som talas på Isle of Man i Irländska sjön.
Språket utvecklades ur forniriskan, framför allt ur de dialekter som talades i östra Ulster (nordöstra Irland) och Galloway (sydvästra Skottland). I mycket högre grad än sina systerspråk har manx influerats av fornnordiska. 
Den siste modersmålstalaren av manx, en man vid namn Ned Maddrell, dog den 27 december 1974. Sedan dess har stora åtgärder vidtagits för att återuppliva språket och idag växer barn återigen upp med språket som modersmål och språket räknas inte längre som utdött. I en undersökning 2001 sade sig 1 689 personer kunna tala, skriva och/eller läsa manx.
De äldsta skriftliga bevis på manx kommer från 1610-talet då Den allmänna bönboken översattes till manx. Språket skrivs med latinska alfabetet.

## Fonologi

### Konsonanter
|             | Labial | Dental/ alveolar | Dental/ alveolar | Velar         | Velar    | Glottal |
| normal      | Labial | palataliserad    | normal           | palataliserad |          | Glottal |
| ----------- | ------ | ---------------- | ---------------- | ------------- | -------- | ------- |
| Klusil      | p \| b | t \| d           | tʲ \| dʲ         | k \| g        | kʲ \| gʲ |         |
| Frikativ    | f \| v | s                | sʲ               | x \| ɣ        | xʲ \| ɣʲ | h       |
| Nasal       | m      | n                | nʲ               | ŋ             |          |         |
| Likvida     |        | l ~ r            | lʲ               |               |          |         |
| Approximant | w      |                  | j                |               |          |         |

Källa:

### Vokaler
|            | Främre | Central | Bakre |
| ---------- | ------ | ------- | ----- |
| Sluten     | i      |         | u     |
| Halvsluten | e      | ə       | o     |
| Öppen      |        | a       |       |

Källa: